# باشگاه ورزشی ارتش سلطنتی مراکش
باشگاه فوتبال ارتش سلطنتی مراکش (عربی: الجمعیة الریاضیة للقوات المسلحة الملکیة) یک باشگاه فوتبال در کشور مراکش است.
این باشگاه که در شهر رباط قرار دارد و در سال ۱۹۵۸ میلادی تأسیس شده است و ۱۳ قهرمانی در لیگ مراکش و ۱۲ قهرمانی در جام حذفی فوتبال مراکش، ۴ قهرمانی در سوپر جام مراکش، ۱ قهرمانی در لیگ قهرمانان آفریقا (۱۹۸۵) و ۱ قهرمانی در جام کنفدراسیون آفریقا به دست آورده است.